# Partido judicial de Baza
El partido judicial de Baza es uno de los nueve partidos judiciales en los que se divide la provincia de Granada, en España. Es el partido judicial n.º 6 de la provincia de Granada

## Ámbito geográfico
El ámbito territorial, que viene regulado por el Real Decreto 529/1983, de 9 de marzo, comprende los municipios:
- Baza
- Benamaurel
- Caniles
- Cortes de Baza
- Cuevas del Campo
- Cúllar
- Freila
- Zújar